# Unione Sportiva Sanremese 1948-1949
Questa voce raccoglie le informazioni riguardanti l'Unione Sportiva Sanremese nelle competizioni ufficiali della stagione 1948-1949.

## Rosa
| N. |                    | Ruolo | Calciatore           |
| -- | ------------------ | ----- | -------------------- |
|    | Italia (bandiera)  | C     | Pietro Acquarone     |
|    | Italia (bandiera)  | A     | G.B. Bonis           |
|    | Italia (bandiera)  | C     | E. Bruno             |
|    | Brasile (bandiera) | A     | Mario Codevilla      |
|    | Italia (bandiera)  | A     | Alfredo Colombo      |
|    | Italia (bandiera)  | A     | Fortunato Grammatica |
|    | Italia (bandiera)  | C     | P. Massenzani        |
|    | Italia (bandiera)  | D     | Attilio Monza        |

| N. |                   | Ruolo | Calciatore           |
| -- | ----------------- | ----- | -------------------- |
|    | Italia (bandiera) | C     | U. Oldani            |
|    | Italia (bandiera) | D     | L Pugi               |
|    | Italia (bandiera) | A     | Nerone Reddi         |
|    | Italia (bandiera) | C     | Luigi Saccavino      |
|    | Italia (bandiera) | C     | Pietro Trevisan      |
|    | Italia (bandiera) | C     | Sebastiano Vaschetto |
|    | Italia (bandiera) | A     | Mario Ventimiglia    |
|    | Italia (bandiera) | P     | Alessandro Von Mayer |